# Laguna Vista
Laguna Vista – miasto w Stanach Zjednoczonych, w stanie Teksas, w hrabstwie Cameron.